# أول (روسيا)

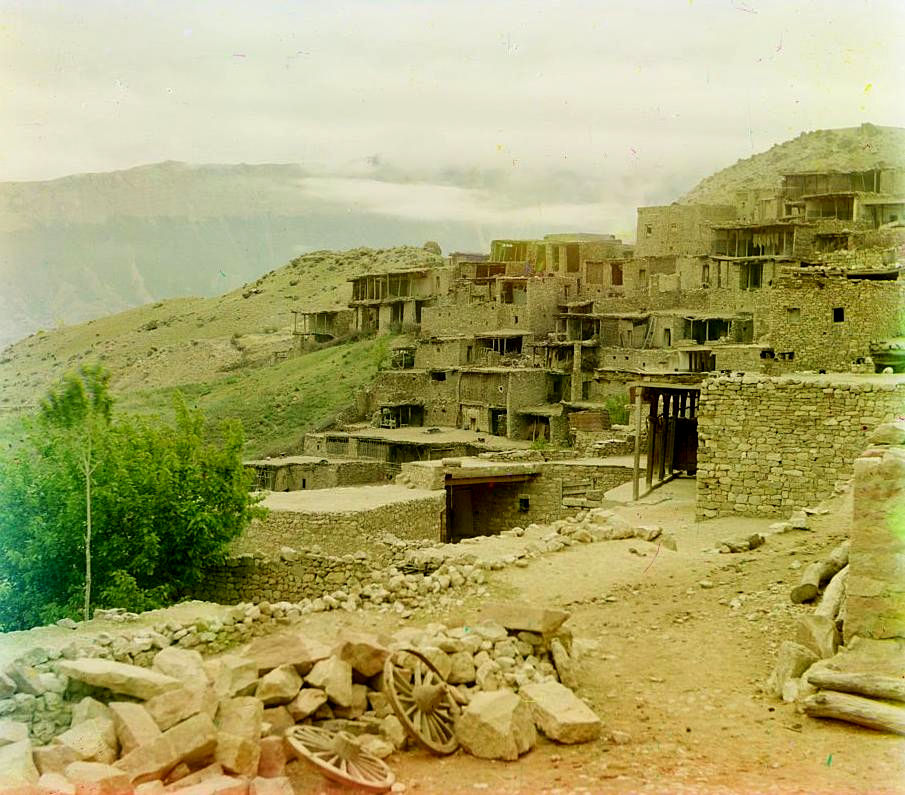
غونيب، أحد الأولات داغستان، كما صوره بروكودين غورسكي في وقت ما بين عامي 1905 و 1915.

أول ((بالشيشانية: oil)، (الروسية: аул)، Turkic : awıl)) هي نوع من القرى المحصنة الموجودة في جميع أنحاء جبال القوقاز وآسيا الوسطى .

## أصل التسمية
الكلمة نفسها من أصل تركي وتعني ببساطة قرية في العديد من اللغات التركية.
كلمة أُول هي من أصل تركي. في البداية، كان يُطلق على معسكر الرحل المحمول، والذي يتكون من خيام متنقلة. إن كلمة أُول تعني أيضًا عائلة ممتدة من البدو تتكون من عدة أجيال وتشمل، بالإضافة إلى أولياء الأمور والأطفال، أقاربهم المقربين.
أويل ((بالقازاقية: Ауыл)) هي كلمة كازاخستانية تعني «القرية» في كازاخستان.

## تاريخ
بين شعوب كازاخستان وآسيا الوسطى، وكذلك باشكيريا، كان هذا المصطلح يعني في الأصل بلدة متنقلة، والتي تنتقل دوريًا من مناطق الرعي الشتوية (Kystau) إلى التجوال الصيفي (Zhailau). يرتبط تشكيل أول باعتباره مستوطنة دائمة مع انتقال الشعوب (الكازاخستانية والقرغيزية والبشكيرية والتركمان) إلى أسلوب حياة مستقر في القرن التاسع عشر وبداية القرن العشرين. أول هذه الشعوب هي قرية أو قرية بها مبانٍ فصلية أو فوضى مصنوعة من الطوب الخام أو المحترق (التي غالباً ما تكون مصنوعة من الخشب)، مع حظائر الماشية، الحظائر، الحظائر، الآبار، وفي بعض الأحيان حدائق. في معظم الأحيان، توجد الأول بالقرب من الأنهار أو البحيرات، والينابيع، أو في أماكن بها مستوى عالٍ من حدوث المياه الجوفية. في الواقع، تشبه منطقة أمريكا الوسطى نوعًا ما إلى حد كبير قرية (أو قرية) الشعوب السلافية والشعب الفنلندي الأوغري. يتم سرد عدد من المستوطنات مع Nogai والتركمان في إقليم ستافروبول والسكان الكازاخستانيين في منطقتي أومسك ونوفوسيبيرسك في روسيا كأول.

## وصف
وقد تم الاعتراف بأولات سفانيتي (في جمهورية جورجيا )، مع أبراجها المميزة في العصور الوسطى، كموقع للتراث العالمي. يمكن العثور على أبراج مماثلة في أماكان آخرى في القوقاز، وتحديدا في إنغوشيا .
تصنع الأول بشكل عام من الحجر أو على جوانب التلال أو على المنحدرات لتوفير الحماية ضد الهجمات المفاجئة. عادة ما تكون المنازل مكونة من طابقين، وهي متداخلة لجعل دخول الأعداء إلى أي مكان على الطرقات من ضرب الحال فعليًا. عادة ما يكون للمنزل جانب جنوبي للاستفادة من الشمس في فصل الشتاء وللحماية من الرياح الشمالية. في كثير من الأحيان، لا تقع بالقرب من الأراضي الصالحة للزراعة أو مصادر المياه، لذلك من الضروري جلب المياه إلى البلدة.
في القرن التاسع عشر، عندما قاتلت روسيا من أجل غزو القوقاز، كانت الأولات بمثابة دفاعات هائلة ويمكن أن تؤخذ في معظمها فقط عن طريق الاقتحام. هناك العديد من الأولات الشهيرة في الشيشان والتي لم يستطع الروس الوصول إليها.